# 湯山宗昌
湯山 宗昌（ゆやま むねまさ）は、戦国時代から安土桃山時代にかけての武将。相良氏の家臣。肥後国湯山城主。

## 生涯
天文11年（1542年）、湯山（現・熊本県球磨郡水上村湯山）の地頭・湯山宗豊の長男として誕生。父の跡を継いで湯山地頭となる。
天正9年（1581年）12月、戦死した相良義陽の実弟・頼貞が、兄の跡を継ごうと企てて挙兵するも、深水長智に説得され取りやめ日向国に逃れる。翌天正10年（1582年）、宗昌とその実弟・普門寺5代院主である奝然坊盛誉が、この頼貞に与して謀反を企てていたと讒言される。身に覚えのない二人は普門寺にて謹慎に及んだが、義陽の跡を継いだ相良忠房は宗昌らを成敗するよう、須木米良の黒木千右衛門を打ち手と放った。その後、讒言は虚実と判り命令は撤回、忠房はそれを黒木らに伝えるよう犬童九助という者を使いに出した。
しかし、九助は途中の築地村（現：球磨郡あさぎり町）に私用で立ち寄った上に、その村の馬療治の家で酒を飲んだために途中で寝入ってしまう。黒木らは命令撤回を知らぬまま3月16日に普門寺を襲ったため、宗昌は日向に逃亡、盛誉法院は殺され普門寺は焼亡した（犬童九助は責任を取って切腹）。二人の実母である玖月善女はこれを恨み、相良家を呪詛している（詳細は後述）。
その後、宗昌は相良家に帰参、文禄の役に従軍するも、釜山海にて病死する。享年53。

## 化け猫騒動
息子二人への仕打ちを恨んだ玖月善女は、同天正10年（1582年）市房山の市房神社に愛猫の「玉垂」という黒猫と共に籠り断食に及んだ。それが21日経った頃、玖月善女は自らの左右の指を噛み切って狛犬に塗り、また猫にも血を吸わせ相良家を呪詛、4月28日に入水した。それから間もなく、黒木千右衛門が猫にうなされながら死去、犬童九助に酒を勧めた馬療治にも呪詛が及ぶなどした。
この化け猫騒動は、忠房が14歳で早世してもなお鎮まることがなく、忠房の後を継いだ相良頼房は、慶長2年（1597年）に青井阿蘇神社に祠を立て11月28日に慈悲権現を鎮座、その鎮座した日を祭礼と定める。それでも鎮まらなかったものか、頼房の次姉・千満が虚症を患ったため、寛永2年（1625年）頼房は普門寺の跡地に千光山生善院を建立、盛誉法印に「権大僧都法院」を贈号し、更に盛誉法印の命日に当主と領民が参詣するよう命じたことで、呪いはようやく鎮まった。